# Liste der Naturdenkmale in Hilzingen
| Naturdenkmale | Anzahl |
| ------------- | ------ |
| FND           | 1      |
| END           | 18     |
| Gesamt        | 19     |

Die Liste der Naturdenkmale in Hilzingen nennt die verordneten Naturdenkmale (ND) der im baden-württembergischen Landkreis Konstanz liegenden Gemeinde Hilzingen. In Hilzingen gibt es insgesamt neunzehn als Naturdenkmal geschützte Objekte, davon ein flächenhaftes Naturdenkmal (FND) und achtzehn Einzelgebilde-Naturdenkmale (END).
Stand: 31. Oktober 2016.

## Flächenhafte Naturdenkmale (FND)
| Name                                    | Bild | Kennung     | Einzelheiten | Position | Fläche Hektar | Datum         |
| --------------------------------------- | ---- | ----------- | ------------ | -------- | ------------- | ------------- |
| Feuchtgebiet Toteisloch beim Geigerwald | BW   | 83350350018 | Hilzingen    | ⊙        | 1,9           | 22. Juli 1988 |
| Legende für Naturdenkmal                |      |             |              |          |               |               |

## Einzelgebilde (END)
| Name                                               | Bild | Kennung     | Einzelheiten                                          | Position | Fläche Hektar | Datum         |
| -------------------------------------------------- | ---- | ----------- | ----------------------------------------------------- | -------- | ------------- | ------------- |
| Baumgruppe: 1 Rosskastanie, 1 Esche                | BW   | 83350350006 | Hilzingen                                             | ⊙        | 0,0           | 21. Dez. 1978 |
| Baumgruppe: 1 Sommerlinde, 1 Winterlinde           | BW   | 83350350010 | Hilzingen                                             | ⊙        | 0,0           | 21. Dez. 1978 |
| Baumgruppe: 2 Bergahorn, 1 Winterlinde, 1 Bergulme | BW   | 83350350003 | Hilzingen                                             | ⊙        | 0,0           | 21. Dez. 1978 |
| Baumgruppe: 2 Sommerlinden                         | BW   | 83350350014 | Hilzingen                                             | ⊙        | 0,0           | 21. Dez. 1978 |
| Baumgruppe: 2 Sommerlinden                         | BW   | 83350350017 | Hilzingen                                             | ⊙        | 0,0           | 21. Dez. 1978 |
| Baumgruppe: 2 Sommerlinden                         | BW   | 83350350019 | Hilzingen                                             | ⊙        | 0,0           |               |
| Baumgruppe: 3 Eschen                               | BW   | 83350350007 | Hilzingen                                             | ⊙        | 0,0           | 21. Dez. 1978 |
| Baumgruppe: 5 Stieleichen                          | BW   | 83350350011 | Hilzingen                                             | ⊙        | 0,0           | 21. Dez. 1978 |
| 1 alte Stieleiche – gelöscht                       |      | 83350350002 | Hilzingen Nicht mehr in der LUBW-Datenbank vorhanden. | ???      | 0,0           | 21. Dez. 1978 |
| 1 alte Stieleiche (Jungfraueneiche)                | BW   | 83350350016 | Hilzingen                                             | ⊙        | 0,0           | 21. Dez. 1978 |
| 1 alte Stieleiche                                  | BW   | 83350350001 | Hilzingen                                             | ⊙        | 0,0           | 21. Dez. 1978 |
| 1 Blutbuche                                        | BW   | 83350350005 | Hilzingen                                             | ⊙        | 0,0           | 21. Dez. 1978 |
| 1 Rosskastanie – gelöscht                          |      | 83350350013 | Hilzingen Nicht mehr in der LUBW-Datenbank vorhanden. | ???      | 0,0           | 21. Dez. 1978 |
| 1 Sielibirnbaum                                    | BW   | 83350350008 | Hilzingen                                             | ⊙        | 0,0           | 21. Dez. 1978 |
| 1 Sommerlinde                                      | BW   | 83350350009 | Hilzingen                                             | ⊙        | 0,0           | 21. Dez. 1978 |
| 1 Sommerlinde                                      | BW   | 83350350012 | Hilzingen                                             | ⊙        | 0,0           | 21. Dez. 1978 |
| 1 Sommerlinde                                      | BW   | 83350350015 | Hilzingen                                             | ⊙        | 0,0           | 21. Dez. 1978 |
| 1 Winterlinde                                      | BW   | 83350350004 | Hilzingen                                             | ⊙        | 0,0           | 21. Dez. 1978 |
| Legende für Naturdenkmal                           |      |             |                                                       |          |               |               |